# オーストラリア大陸縦断!激闘3000キロ ウルトラストロングゲーム
『オーストラリア大陸縦断!激闘3000キロ ウルトラストロングゲーム』（オーストラリアたいりくじゅうだん!げきとうサンゼンキロ ウルトラストロングゲーム）とは2005年3月30日に日本テレビで放送された特別番組である。

## 概要
当時結成6年目を迎えた嵐としては初となる海外での大規模ロケ番組。嵐5人がそれぞれリーダーとなりタレント・アスリートと共にオーストラリアを縦断しながらゲームに挑戦、優勝賞金1000万円を目指す。

## 出演者
- ゲームマスター

岡田眞澄
- 番組ナビゲーター（進行）

ラルフ鈴木（日本テレビアナウンサー）
- 罰ゲーム案内人

デンジャラス
- チーム大野■

大野智
笠松昭宏（シドニー五輪 体操日本代表）
田中雅美（シドニー五輪 メドレーリレー銀メダリスト）
ゆりん
- チーム櫻井■

櫻井翔
武田修宏（サッカー元日本代表）
岩崎恭子（バルセロナ五輪 平泳ぎ金メダリスト）
すほうれいこ
- チーム相葉■

相葉雅紀
山野井智広（50m自由形日本記録保持者）
大竹奈美（女子サッカー アトランタ五輪代表）
三田真央
- チーム二宮■

二宮和也
河口正史（NFLに最も近づいた日本人）
伊藤良恵（ソフトボール2大会メダル保持者）
橋本愛実
- チーム松本□

松本潤
小川直也（元NWA世界ヘビー級王者）
山本美憂（女子レスリング元世界チャンピオン）
サエコ

## ルール
- ところどころで行われるゲームに挑戦しクリアすれば鍵を獲得。最終的な獲得数が多いチームの優勝となる。
- 各ステージ最下位のチームは罰として移動が厳しくなるペナルティが課される。

## ゲーム内容

### 1st STAGE（シドニー）フォート インポッシブル
1人1つずつ4つのゲームにリレー形式でチャレンジ。1つ成功するごとに剣を1本獲得。宝箱にある4つの穴に獲得した剣を入れ、1つしかない当たりに入れることが出来ればクリア。鍵1本獲得。クリア数が一番少ないチームが罰ゲーム。
アームレンジャー
13mのワイヤーを滑空後傾斜のついた20mのうんていを登る。走破すればクリア。落ちた時点で失格。
ワイヤースパーク
狭い通路に張り巡らされたワイヤーを避けながら進む。触れると火花が走り、3回接触してしまうと失格。通り抜けることが出来ればクリア。
ウォールスティック
壁に開いた穴に2本のスティックを入れ、それを支えにしながら壁面を進む。落下してしまうと失格。1分以内にゴールできればクリア。
クイズ&スリップボウル
1問だけ出題される問題（頭の体操的問題）に正解し、すり鉢状の穴の斜面を駆けあがりゴールする。1分以内にゴールできればクリア。問題のヒントは10秒ごとにヒント先生（西尾由佳理アナ）が出してくれる。
結果
チーム櫻井 クリア（櫻井〇 すほう〇 岩崎× 武田〇）
チーム大野 クリア（大野〇 ゆりん〇 笠松〇 田中×）
チーム相葉 クリア（山野井〇 大竹× 三田× 相葉〇）
チーム二宮 クリア（河口〇 橋本〇 伊藤〇 二宮〇）
チーム松本 失敗 （山本〇 サエコ× 小川× 松本×）
罰ゲーム チーム松本
次の目的地であるゴールドコーストまで路線バスで徹夜で移動。（他のチームは飛行機での移動&豪華なディナーつき）

### 2nd STAGE（ゴールドコースト） ストロングビーチフラッグ
海岸でのリレー形式ビーチフラッグス。全長350m。4本ある旗をとることが出来たチームの勝利。鍵1本加算。
第1走者 ビーチダッシュ
不安定な砂浜の上を150m走る。
第2走者 スルーザネット
長さ20m、高さ70cmの網の下をくぐり抜け第3走者が引っ張るサーフボードに乗る。
第3走者 サーフボードプル
裏返しになったサーフボードを第2走者が表にして乗った後、第3走者が65m引っ張る。
第4走者 障害物ビーチ
障害物を乗り越え旗を手に入れる。 長さは115m。
結果
1位 チーム二宮（伊藤→二宮→河口→橋本 現所持数2本）
2位 チーム松本（松本→山本→小川→サエコ 現所持数1本）
3位 チーム櫻井（櫻井→すほう→武田→岩崎 現所持数2本）
4位 チーム大野（ゆりん→大野→笠松→田中 現所持数2本）
最下位 チーム相葉（相葉→三田→山野井→大竹 現所持数1本）
罰ゲーム チーム相葉
次なる目的地ハミルトン島へスカイダイビングで着地。（他のチームはチャーター機で移動）

### 3rd STAGE（グレートバリアリーフ） アクアラビリンス
海中に沈められた巨大迷路を泳いで進む。（迷路は上下に振り分けられており、上下交互に進むようになっている。）宝箱がある空間に着いたら海面にある鍵をとり宝箱を開ける。鍵は4本あり、1つだけが本物。宝箱を開け鍵を入手すればゴール。代表者1名のタイムレースを行い、最下位のチームが罰ゲーム。（入手した鍵は失われない。）また、トップのチームにはボーナスとしてさらに鍵が1本加算される。
結果
1位 チーム大野（田中）49秒（現所持数4本）
2位 チーム相葉（山野井）1分14秒（現所持数2本）
3位 チーム二宮（二宮）2分9秒（現所持数3本）
4位 チーム櫻井（岩崎） 3分25秒（現所持数3本）
5位 チーム松本（松本） 3分30秒（現所持数2本）
多くのアクシデントが起こり、岩崎は入口がわからなかったり、宝箱が開かずパニックになってしまった。また、田中が最初の分岐を通常コースより深い所を泳いだためコースアウトではないかとチーム松本が抗議したがコースの一部と判断され訴えは却下された。（その結果ラルフは海に落とされることに。）
罰ゲーム チーム松本
最終目的地ケアンズまでサルベージ船と徒歩、サトウキビの運搬列車（ニワトリと相席）で移動。（その他のチームはクルーザーとチャーター機で移動）

### FINAL STAGE（ケアンズ）スプラッシュボンバー
ワイヤーで滑空した後足場に着地。水上に浮かぶ不安定な足場を渡りゴールへとたどり着く。落水したら失格。1分以内にゴールできればクリア。他のチームはバレーボールを発射し妨害する。4人が1人ずつ挑戦し1人クリアごとに1本加算。最高4本加算のチャンス。このゲームで獲得した鍵を加え、最終獲得数の多いチームの優勝。
結果
チーム相葉 山野井○ 三田× 大竹× 相葉○ =+2本
チーム松本 小川× サエコ× 山本○ 松本○ =+2本
チーム二宮 伊藤× 橋本× 河口× 二宮○ =+1本
チーム櫻井 岩崎× 武田○ すほう○ 櫻井○ =+3本
チーム大野 ゆりん× 田中○ 笠松○ 大野× =+2本
最終結果
同点優勝 チーム大野・櫻井（6本）
同率3位 チーム相葉・二宮・松本（4本）
チーム大野とチーム櫻井の面々には賞金1000万円分の金貨が贈られた。

## 備考
嵐が集団でこのような海外ロケを行うのは現段階ではこの番組だけである。そのためメンバーにとっても感慨深い番組の1つになっており「印象深かった番組」「思い出に残った番組」などとインタビューすると必ずこの番組が上がる。また、この番組後嵐が多忙になり、長期の海外ロケが出来ない状況においてメンバーでは「いつかまたやりたい」とも語っている。
同じチーム櫻井のメンバーである櫻井と武田はこの番組後交流を深めており、嵐の番組に出演すると必ず櫻井について語っている。櫻井本人は番組上ではうざったいと突き放しているが実際はかなり友好的な関係である。
なお、予告や新聞などで放送されていたが本放送では流れなかったステージもあった模様。

## スタッフ
- 構成：森一盛、乙川恒樹、本末恵理子
- 美術：小野寺一幸、栗原純二、星野充紀 日テレアート
- 技術：森木宏明（NTV映像センター）、山本啓太（ヌーベルバーグ）、松浦弘二（権四郎）
- 編集・MA：読売映像
- CG：ケネックジャパン
- 音効：吉田比呂樹
- ヘアメイク：糟谷美紀、村田佳奈重、伊藤麻衣子、本田弓子
- 広報：内田直美
- デスク：小林亜也、小林静子
- コーディネート：杉山倫浩、ジェフ・マーチン、CPインターナショナル
- 協力：ジャニーズ事務所
- 撮影協力：カンタス航空、株式会社青春出版社、Paronellam Park、NSW National Park and Wildlife
- AD：中澤俊幸、工藤恵司
- ディレクター：河野亮、藤永光太郎、丸山信也、畑山あゆみ、藤嶋祥、相川武史、青山速己、河野真憲、福元洋行
- AP：大久保志保、生田目瑞穂、渡部かおり、福田浩一郎、根本浩史、安田桜子、堀真由美
- プロデューサー：荒木利尚、高島良子、北條知子
- 演出：伊東修
- 総合演出：杉村和彦
- プロデューサー：佐々木豊
- チーフプロデューサー：長尾泰希
- 制作協力：ZIPPY
- 製作著作：日本テレビ